# 徐勇
徐 勇（じょ ゆう、1949年9月 - ）は、中華人民共和国の歴史学者。北京大学教授。

## 人物
徐勇の主張の幾つかは議論を呼んでいる。徐勇は、沖縄の帰属問題は未解決と主張しており、日本政府が1879年に琉球王国を廃止して沖縄県を新設する際、清国の承認が必要だったと主張しており、徐勇は、中華人民共和国が沖縄県を自国の一部と主張する権利を支持している。徐勇の沖縄県に関する議論は、「1879年の日本政府による廃藩置県」「第二次世界大戦後のアメリカによる沖縄占領」「1972年の沖縄のアメリカ占領からの日本復帰」などを取り上げている。
日中歴史共同研究中国側委員として近現代史分科に参加し、「近代日中関係の発端」、「対立と協力：異なる道を行く日中両国」を発表している。